# Ina Müller
Ina Müller (Köhlen (Cuxhaven), 25 juli 1965) is een Duitse zangeres, cabaretière, schrijfster en talkshowhost. Ze werd bekend door haar optredens in het cabaretduo Queen Bee en haar presentatie van Inas Norden en Inas Nacht. Met Queen Bee had ze in 2004 een gastrol in de film Schöne Frauen.

## Levensloop
Müller werd als vierde in een boerengezin met vijf dochters geboren. Na een opleiding tot apothekersassistent begon ze haar loopbaan in apotheken in Westerland op het Waddeneiland Sylt en Bremen.
Ze werd bekend met het cabarertduo Queen Bee dat ze in 1994 samen met Edda Schnittgard oprichtte. Op 12 december 2005 voerde ze haar afscheidsvoorstelling in dit duo op.
Sinds 2002 werkt ze aan eigen projecten, vooral in het Nederduits. Toen ze nog jonger was schreef ze voor het langlopende radioprogramma op de NDR Hör mal 'n beten to, vrij vertaald: Luister toch eens even.
Van juli 2005 tot 2009 presenteerde ze de docusoap met de titel Land & Liebe en later de praatprogramma's Inas Norden en Inas Nacht. Daarnaast trad ze veel op in uitzendingen van anderen op de NDR en later ook op andere zenders. Inas Nacht wordt sinds 2009 herhaald op de landelijke zender ARD.
In februari 2006 begon ze haar tweede soloprogramma, Ina Müller liest und singt op Platt. In de herfst van dat jaar ging ze op tournee onder de titel Weiblich, ledig, 40, vertaald Vrouwelijk, vrijgezel, 40. Ze woont inmiddels samen met singer-songwriter Johannes Oerding met wie ze sinds 2009 ook samen optreedt.
In februari 2009 presenteerde ze voor de ARD de gala-uitzending ter ere van de honderdste verjaardag van Heinz Erhardt. In oktober van dat jaar bracht de NDR haar programma Stadt, Land, Ina! In 2011 en 2012 presenteerde ze voor de ARD de uitreiking voor de Echo-muziekprijs; zelf won ze in 2012 voor het eerst ook twee Echo's. Verder was ze het Duitse jurylid voor het Eurovisiesongfestival van 2011.

## Werk

### Cd's
- 1996: Die eine singt, die andere auch (Queen Bee)
- 1998: Wenn Du aufhörst, fang ich an (Queen Bee)
- 2000: Freundinnen (Queen Bee)
- 2002: Volle Kanne Kerzenschein (Queen Bee)
- 2003: Platt is nich uncool, luisterboek
- 2004: Das große Du, muziek-cd
- 2004: die schallPlatte (die plattdeutschen Songs), muziek-cd
- 2005: Abseits ist, wenn keiner pfeift (Queen Bee), cd en vcd
- 2006: Schöönheit vergeiht, Hektar besteiht, luisterboek
- 2006: Weiblich, ledig, 40, muziek-cd
- 2008: Liebe macht taub, muziek-cd
- 2009: Die Schallplatte - nied opleggt, muziek-cd
- 2011: Das wär dein Lied gewesen, muziek-cd

### Dvd's
- 2004: Schöne Frauen, gastrol en filmmuziek (Queen Bee)
- 2007: Inas Norden - Mit Ina Müller unterwegs in Norddeutschland, dvd
- 2007: Weiblich, ledig, 40 - live edition concert-dvd/cd
- 2008: Inas Norden - 2.Staffel - Mit Ina Müller unterwegs in Norddeutschland, dvd
- 2008: Liebe macht taub , concert-dvd
- 2010: Inas Nacht - Best of Singen & Best of Sabbeln, dubbel-dvd
- 2011: Die Schallplatte - nied opplegt LIVE, concert-dvd/cd
- 2012: LIVE, conzert-dvd/cd
- 2012: Inas Nacht - Best of Singen & Best of Sabbeln 2, dubbel dvd

## Filmografie

### Bioscoop
- 2014: Bibi & Tina: Voll verhext! (Ggstrol)

### Televisie
- 2004 Schöne Frauen (Roadmovie/Komedie)
- 2004: Großstadtrevier (gastrol, televisiehserie, Das Erste)
- 2005–2008: Inas Norden (moderatie, reisdocumentaire, NDR)
- seit 2007: Inas Nacht (moderatie, Late-Night-Show, Das Erste/NDR)
- 2007, 2012: Zimmer frei! (WDR)
- 2008: Lafer! Lichter! Lecker! (kookshow, ZDF)
- 2008: Was liest du? (WDR)
- 2009: Stadt, Land, Ina! (moderatie, dokumentaire NDR, 6 afleveringen)
- 2010: Wer wird Millionär? (kandidate, quizshow RTL)
- 2011: 20. Echo-Verleihung (moderatie, Das Erste)
- 2011: Eurovision Song Contest 2011 (jurylid, puntenwoordvoerder, Das Erste)
- 2012: Echoverleihung (co-moderatie, Das Erste)
- 2012: Das Star Quiz mit Kai Pflaume (kandidate, quizshow Das Erste)
- 2013: 5 gegen Jauch (kandidate, quizshow RTL)
- 2015: Durch die Nacht mit … (ARTE)
- 2015: Wir sind Kaiser (satire-talkshow, ORF)
- 2015: Quizduell (kandidate, quizshow, Das Erste)
- 2015: Die Müller und der Mädel glotzen TV (terugblik op 50 jaar NDR)
- 2015: Bülent & seine Freunde (comedyshow, RTL)
- 2015: Ich mach dir den Hof (docusoap, NDR)
- 2017, 2019: Wer weiß denn sowas? (kandidate, quizshow Das Erste)
- 2017: Die Geschichte eines Abends (anarchistische docu-talk met Dirk Stermann, NDR)
- 2018: Mensch Jürgen! von der Lippe wird 70 (gast, Das Erste)
- 2018: LUKE! Das Jahr und ich 2018 (gast, Sat.1)
- seit 2018: Inas Reisen (moderatie, reisdocumentaire, NDR)
- 2020: Klein gegen Groß – Das unglaubliche Duell (gast, Das Erste)
- 2020: Hirschhausens Quiz des Menschen (gast, Das Erste)
- 2021: Wer weiß denn sowas? (gast, Das Erste)
- 2021: Mälzer und Henssler liefern ab! (gast, Vox)

### Film
- 2004: Schöne Frauen, gastrol en filmmuziek (Queen Bee)

## Boeken
- 2002: Platt is nich uncool
- 2004: Mien Tung is keen Flokati

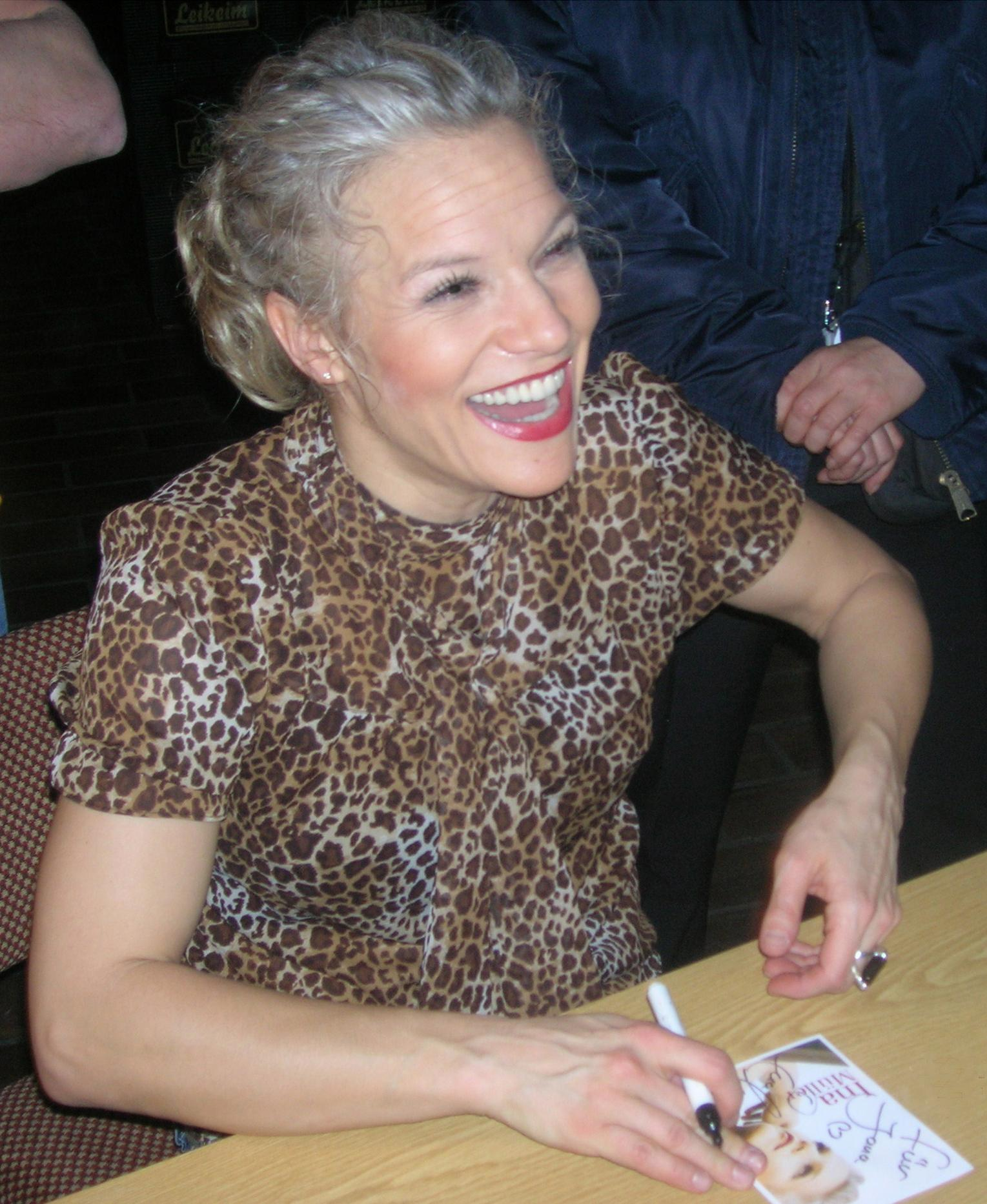
Müller in 2007

- 2005: Schöönheit vergeiht, Hektar besteiht
- 2009: Dree in Een, verzamelwerk van de vorige drie boeken

## Onderscheidingen
- 2000: Stimuleringsprijs uit de Mindener Stichlinge, bandprijs (met Queen Bee)
- 2001: Duitse Kleinkunstprijs in de categorie chanson / lied / muziek (met Queen Bee)
- 2001: Nederduitse Literatuurprijs van de stad Kappeln
- 2006: Heinrich-Schmidt-Barrien-Preis
- 2008: Gouden plaat voor de cd Weiblich, ledig, 40
- 2008: Duitse televisieprijs in de categorie Beste Presentatie Late Night voor Inas Nacht
- 2009: Gouden Prometheus in de categorie Newcomer van het jaar 2008 voor Inas Nacht
- 2009: Gouden plaat voor haar cd Liebe macht taub
- 2009: Gouden Henne in de categorie Aufsteigerin des Jahres 2009
- 2009: Duitse Komedieprijs in de categorie Beste Late Night Show voor Inas Nacht
- 2010: Adolf-Grimme-prijs in de categorie Unterhaltung voor Inas Nacht
- 2010: Friedestrompreis van het internationale dialectarchief Ludwig Soumagne
- 2010: Platina plaat voor haar cd Weiblich, Ledig, 40
- 2011: Ereburger van Köhlen
- 2011: Gouden plaat voor haar cd Das wär dein Lied gewesen
- 2011: Ambassadeur van het bier van de Deutsche Brauer-Bund
- 2011: Platina plaat voor haar cd Liebe macht taub
- 2012: Echo-muziekprijs in de categorieën Mediapartner van het Jaar en Kunstenares Rock/Pop Nationaal
- 2012: Gouden plaat voor haar dvd Liebe macht taub
- 2012: Gouden plaat voor haar cd Die Schallplatte - nied opplegt